# 이즈이나토리역
이즈이나토리역(일본어: 伊豆稲取駅、いずいなとりえき)은 일본 시즈오카현 가모군 히가시이즈정 이나토리 에 있는 이즈 급행 이즈 급행선의 역이다. 상대식 승강장 2면 2선을 가진 지상역이다. 역번호는 IZ11.

## 역 구조
| 1 | ■ 이즈 급행선 | 하행 | 이즈큐시모다 방면  |
| 2 | ■ 이즈 급행선 | 상행 | 이토 · 아타미 방면 |

## 인접역
| 이즈 급행 이즈 급행선  | 이즈 급행 이즈 급행선 | 이즈 급행 이즈 급행선              |
| ---------------------- | --------------------- | ---------------------------------- |
| 가타세시라타 이토 방면 | ■ 이즈 급행선         | 이마이하마카이간 이즈큐시모다 방면 |